# Glikl bas Judah Leib
Glikl bas Judah Leib (in ebraico גליקל בת יהודה לייב) anche nota come Glückel von Hameln oppure Glikl Haml (Amburgo, 1645 circa – Metz, 19 settembre 1724) è stata un'imprenditrice e scrittrice tedesca, di origine ebraica, prima donna tedesca autrice di un'autobiografia.
Glikl nacque in una famiglia benestante di Amburgo nelle fasi finali della guerra dei trent'anni (1618-1648). Il padre Juda Joseph (1575-1690) chiamato Löb Pinkerle (la traduzione del nome di Glikl, è Glikl figlia di Judah Leib) era uno stimato commerciante di diamanti aschenazita, fu uno dei primi ebrei ad acquistare il diritto di residenza ad Amburgo. Anche la madre, Bella (anche Beila o Bela) Nathan Ellrich (1628-1704) era una donna d'affari di successo. La coppia ebbe sei figli.
Nel 1650 il senato di Amburgo su richiesta della Bürgerschaft (il parlamento) espulse gi ebrei dalla città, la famiglia fu quindi costretta a trasferirsi nella vicina Altona, all'epoca parte del Ducato di Holstein dove vigeva maggiore libertà di religione. All'età di 12 anni Glikl venne promessa in sposa a Hayyim (Chaim) Hamel (anche chiamato Hein Goldschmidt) un ricco commerciante di gioielli e diamanti di Hameln, il matrimonio avvenne quando Glikl raggiunse i 14 anni e la coppia, secondo l'uso aschenazita, andò a vivere prima presso i genitori di lui a Hameln; un anno dopo il matrimonio i due si trasferirono ad Amburgo presso i genitori di lei, e poco prima della nascita della prima figlia si insediarono in una casa propria. Nel corso dei trent'anni di matrimonio nacquero 14 figli, di cui due morirono in età tenerissima.
Negli anni del matrimonio Glikl era collaboratrice attiva nell'attività del marito che spesso la interpellava chiedendole pareri e consigli; lei stessa, durante i lunghi viaggi di affari del marito, si occupava di gestire gli agenti, i potenziali partner in affari, redigeva accordi contrattuali e teneva la contabilità, e contemporaneamente si occupava dell'educazione dei figli e di organizzare per loro matrimoni vantaggiosi con facoltose famiglie ebree di tutta Europa.
Nel 1689, mentre si recava a un appuntamento d'affari il marito cadde su una roccia appuntita, e dopo diversi giorni di agonia morì lasciando la moglie e otto figli ancora in casa; Glikl proseguì l'attività con grande successo, intrattenne scambi commerciali con le principali città europee come Amsterdam, Lipsia, Berlino, Parigi e Metz. Organizzò con particolare attenzione gli aspetti commerciali e finanziari dei matrimoni degli otto figli che ancora abitavano con lei e tramite i matrimoni stabilì  una rete commerciale che si estendeva per gran parte dell'Europa.
Nel 1700 si risposò con Cerf Levy, un banchiere di Metz, città nella quale si trasferì. La situazione finanziaria del secondo marito, al quale aveva affidato tutte le sue fortune, si rivelò traballante e si arrivò alla bancarotta. Nel 1711, alla sua morte, Glikl aveva perso tutto e viveva con la figlia a Metz dove morì 19 settembre 1724, secondo il calendario ebraico il secondo giorno di Rosh haShana 5485.

## I diari
Glikl cominciò a tenere un diario nel 1691, due anni dopo la morte del primo marito e terminandone la scrittura nel 1719. La sua intenzione era quella di trasmettere a figli e discendenti la storia della famiglia. Gli scritti vennero strutturati in sette libri e il racconto inizia al momento della sua nascita. Il diario è scritto in yiddish occidentale, ricco di elementi in ebraico e di citazioni dalle scritture ebraiche. La narrazione passa alternatamente dagli eventi privati agli eventi pubblici; vengono citati eventi storici accaduti nelle comunità ebraiche di Altona e di Metz e in altre comunità europee come quelle polacche. Il diario è una sorta di ritratto di un'intera società: vengono approfonditi gli usi e costumi, la vita famigliare, il ruolo delle donne in tale ambito, l'educazione dei figli, le relazioni tra ebrei e non ebrei. Nel contempo Glikl narra dei suoi sentimenti, delle sue difficoltà ma anche dei momenti di gioia e dei successi.
Il diario di Glikl è il primo esempio di autobiografia femminile in Germania ed è divenuto una fonte importante per lo studio della storia e della cultura della comunità aschenazita tedesca.
Il primo capitolo è un'introduzione alla sua sfera spirituale, una sorta di manifesto che riflette la fede, le aspirazioni, le motivazioni e le opinioni di una donna osservante, una narrazione della sua Musar (מוּסַר), la sua condotta morale e etica.
Nel secondo capitolo inizia la trattazione vera e propria della sua vita, cominciando dalla nascita; poco viene detto della sua infanzia a parte degli accenni agli studi, insieme ai fratelli, presso un heder, il capitolo tratta di eventi famigliari e della comunità ebraica di Altona e si conclude con il trasloco della giovane famiglia nella casa separata dai genitori.
Il terzo e quarto capitolo sono dedicati alla descrizione dettagliata delle attività economiche della coppia, le relazioni commerciali, i rapporti con gli agenti commerciali e con i dipendenti; il quinto capitolo è dedicato all'agonia del primo marito e alle riflessioni di Glikl sul futuro della famiglia.
Il sesto capitolo è scritto dopo il suo secondo matrimonio e il settimo dopo la morte del secondo marito; il diario termina con la narrazione di un episodio accaduto nel 1719, cinque anni prima della morte dell'autrice.
Il testo manoscritto è andato perduto ma dell'originale vennero fatte due copie, una dal figlio Moshe e l'altra dal nipote Hayyim. Le due copie furono tramandate in famiglia di generazione in generazione fino a giungere nel XIX secolo allo storico e studioso David Kaufmann (1852–1899), che nel 1896 pubblicò il diario nella sua versione originale in yiddish antico col titolo Ziḵrônôt mārat Gliql Hamil (Memorie di Glikl di Hameln).
Da allora una delle due copie andò perduta mentre l'altra è conservata presso la Biblioteca universitaria di Francoforte.
Nel 1910 i diari, nell'edizione di Kaufmann, vennero tradotti dallo yiddish in tedesco col titolo Die Memoiren der Glückel von Hameln da Bertha Pappenheim, fondatrice del Jüdischer Frauenbund; Bertha era una lontana parente di Glikl che nel 1925 si fece ritrarre dal pittore polacco Leopold Pilichowski in costume dell'epoca impersonando Glikl. La traduzione di Bertha era destinata soprattutto alla famiglia.
Una successiva traduzione in tedesco fu quella del 1913 di Alfred Feilchenfeld, che si dedicò agli aspetti biografici e storici non includendo le riflessioni dell'autrice e le numerose storie da lei inserite nel testo originale. Questa versione fu la base per le successive traduzioni in inglese, francese ed italiano.
Solo verso la fine del XX secolo vi sono state nuove traduzioni integrali; in inglese (Beth-Zion Abrahams), ebraico e yiddish moderno.
Il Jüdisches Museum Berlin dedica a Glikl bas Judah Leib un'ampia sezione della sua collezione permanente.